# Budrich UniPress
Budrich UniPress wurde 2007 als wissenschaftlicher Fachverlag von Barbara Budrich gegründet. Mit Hauptsitz in Leverkusen-Opladen betreut Budrich UniPress vornehmlich forschungsnahe Publikationen in den Sozial- und Erziehungswissenschaften, wie die 2011 mit dem Julius-Klinkhardt-Preis ausgezeichnete Dissertation von Kerstin te Heesen („Das illustrierte Flugblatt als Wissensmedium der Frühen Neuzeit“) Neben Buchpublikationen auf Deutsch und Englisch erscheinen regelmäßig wissenschaftliche Fachzeitschriften.
Budrich UniPress veröffentlicht einen Teil seines Programms im Open Access; der größte Teil des Programms erscheint jedoch in Print.
2018 wurde aus dem Vermögen der zu diesem Zeitpunkt als Einzelkauffrau agierenden Barbara Budrich die Verlag Barbara Budrich GmbH ausgegliedert, die daraufhin Trägerin des Verlagsgeschäfts wurde. Die Gründerin bleibt weiterhin alleinige Gesellschafterin der GmbH.